# مجموعة مغلقة

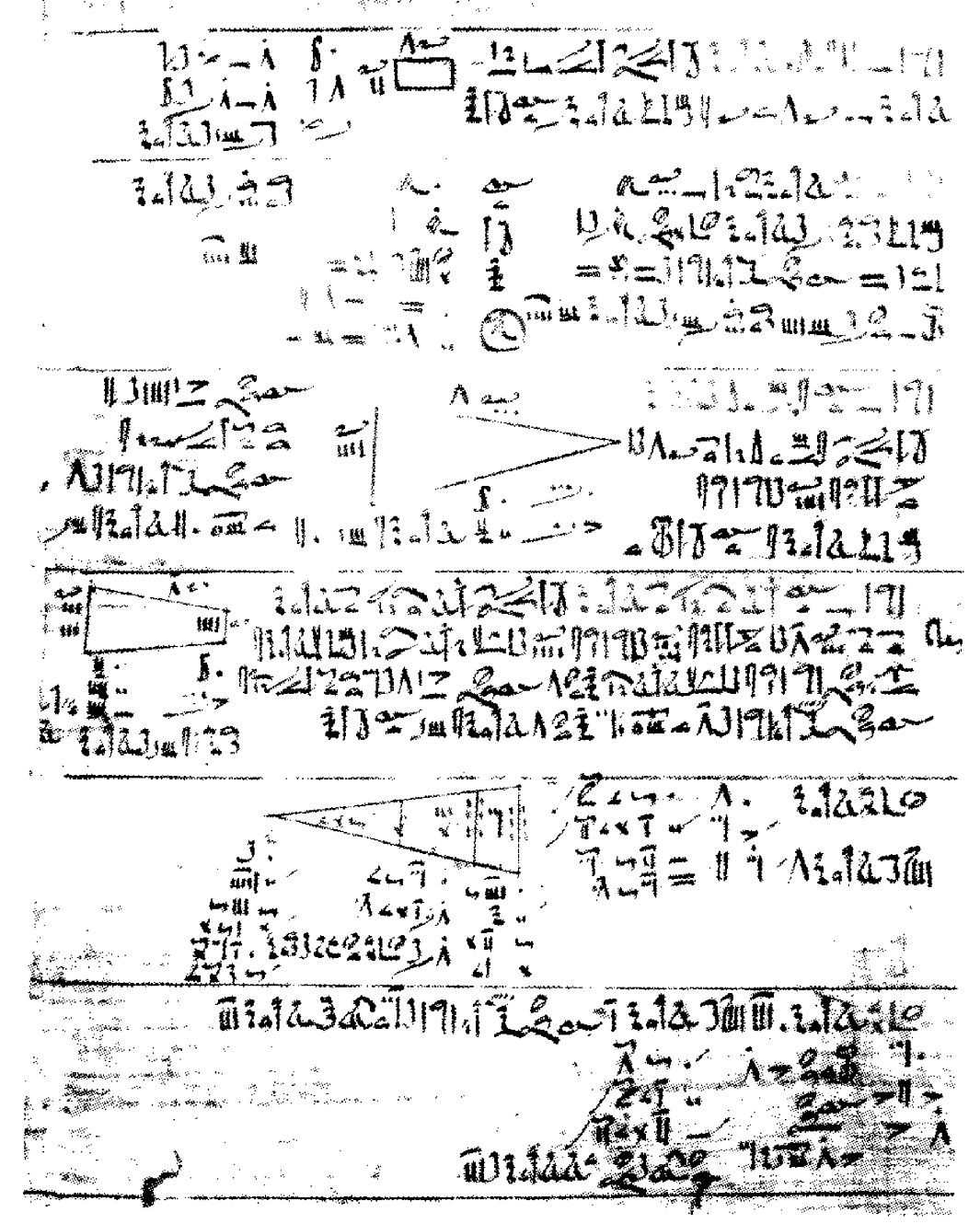

في الطوبولوجيا، وفي فضاء طوبولوجي (E,T) تكون مَجْمُوعَةٌ مُغْـلَـقـةً ونسميها  مغلقةً كل جزءٍ من E تُكَـمِّـلُهُ مفتوحةٌ.
وتسمّى مغلقاتٍ لأن مهما تراكمت متتالياتٍ من نقطها لاتتراكم خارجَها
و إذْ هي انتهت كذلك لا تنـتـه إلاّ فيها.

## خواص
- في الفضاء الطوبولوجي، تكون المجموعة مغلقة إذا وفقط إذا كانت تحتوي على غالقها.
- إن اتحاد مجموعتين مغلقتين هو مجموعة مغلقة، وتقاطع أي عدد من المجموعات المغلقة هو مجموعة مغلقة.